# Ana do Vale Lázaro
Ana do Vale Lázaro (Lisboa, 1982) é uma escritora, dramaturga e encenadora e atriz portuguesa.

## Biografia
Licenciada pela Escola Superior de Teatro e Cinema de Lisboa, trabalhou como atriz em Artistas Unidos, Te-ato – Leiria, Teatro do Biombo, Teatro do Eléctrico, Teatro Nacional D. Maria II, Teatro Tivoli, Teatro da Comuna, Teatro Villaret e Teatro do Campo Alegre , tendo participado também nos programas/séries televisivos 5 Para a Meia-Noite (RTP2) e Liberdade 21 (RTP1).
Foi cofundadora em 2011 do núcleo artístico Dobrar com Hugo C. Franco.

## Obras
- "Coração de Palmo e Meio"[3]
- "Pescadores de nuvens"[4]
- "O Estranho Apetite de Belemundo"[1]
- "A Dança das Raias Voadoras / Requests ou Permissão Para Respirar" (teatro)

## Prémios

### Teatro
- Bolsa de Apoio a Novos Encenadores da Fundação Calouste Gulbenkian com a Peça "Por um Dia Claro"[1]
- Bolsa Gruntdvig da Comissão Europeia[5]

### Literatura
- 2013 - Prémio Literário Internacional Sea of Words da Fundação Anna Lindh
- 2014 - Prémio Novo Talento FNAC Literatura com Coração de Palmo e Meio[3]
- 2017 - Prémio Literário Maria Rosa Colaço com Pescadores de nuvens[4]